# Karma (Band)
Karma ist eine aus Istrien stammende kroatische Musikgruppe. Sie wurde im Jahr 1999 gegründet. Sie besteht aus Majda Suselj (Tara), Josip Miani (Pipi) und Nenad Cirjak (Neno DJ). Bis jetzt haben sie fünf Studioalben und vier Remixalben veröffentlicht. Karma ist als Musikband nicht nur in Kroatien, sondern auch in anderen europäischen Ländern, wie der Tschechischen Republik, Slowenien, Slowakei, Polen, Bulgarien, Rumänien und Russland bekannt. In letzter Zeit wurden ihre Hits auch in Ländern wie Indonesien, China, Korea und Japan bekannt.

## Geschichte
Die Band wurde 1999 in Umag von Nenad Cirjak (Neno) gegründet. Er war ein Fan von elektronischer Musik und war bewandert in Dancetrends. Mit seinem Freund Josip Miani (Pipi) gründete er die Gruppe. Seine Vorbilder waren Gigi D’Agostino, Eiffel 65, Scooter, Sasha und DJ Molella. Neno reiste sehr viel durch Europa und arbeitete in verschiedenen Diskotheken als professioneller DJ. Er suchte nach neuen Stilen und Sounds. Einen großen Einfluss auf die Gruppe und ihre Dancerichtung hatten italienische Diskotheken die immer solche elektronische Musik begleiteten. Pipi übernahm die Keyboards. Er spielt Klassiker, Evergreens, Rock- und Pop-Hits und seine Vorbilder waren Jean Michel Jarre, Vangelis, Kraftwerk und Enigma. Das letzte fehlende Puzzleteil der Band war ein Sänger. Nach vielen Problemen, fanden sie eine Pianolehrerin, Mirela Zemcak, deren Stimme gut zu dem Bandsound passte. Doch Zemcak war noch in weiteren Bands engagiert und so kam Majda Susejl (Tara) zur Gruppe. In dieser Besetzung besteht die Band seit dieser Zeit.
2001 erschien ihr erstes Album Sedam Dana. Mit dem Titeltrack gewann die Band ein Musikfestival in Split. Auf dem Album interpretierten Karma auch Songs von kroatischen Künstlern aus den 1980er Jahren wie Novi Fosili, Zdravko Čolić und Prljavo Kazalite. Das Album machte die Band rasch bekannt.
Bereits 2002 erschien ihr zweites Album Zavrti Život, der vor allem in Tschechien populär wurde. 2003 folgte ein Album namens Remixes, das Remixversionen von unter anderem Minea, Colonia, Sendi Cenov und Ivana Banfićenthielt.
2004 folgte das vierte Album Malo Pomalo. Ein Jahr später folgte ihre erste DVD.
2006 erschien Avantura. 2007 erschien unter dem Titel Seven Days ein weiteres Album, dieses enthält ein Best-of von Karma-Songs in englischer Sprache. Im gleichen Jahr erschien außerdem ein Best of.
2009 erschien ihr bisher letztes Album Party Do Zore.

## Diskografie

### Alben
- 2001: Sedam Dana (MenArt)
- 2002: Zavrti Život (MenArt, HR: Silber)[2]
- 2004: Malo Pomalo (MenArt)
- 2006: Avantura (MenArt)
- 2006: Seven Days (MenArt, EMI)
- 2009: Party Do Zore (Croatia Records)

### Kompilationen
- 2003: Remixes (Karma Records, MenArt)
- 2007: The Best Of (Traxx/Universal Music Group)
- 2014: Karma (3CD, City Records)

### Singles
- 2001: Sedam Dana
- 2001: Zaustavite Zemlju
- 2002: Molitva
- 2002: Da Sam Ja Tvoja Jedina
- 2004: Oči Zelene
- 2005: Every Time You leave
- 2005: Zadovoljna
- 2006: Ko Je Ta
- 2006: Dora 2006 (mit Claudia)
- 2007: Mirne Duše
- 2007: Kraljica Leda
- 2008: Temperatura
- 2009: Kad Kazem Stop
- 2009: Ne, To Ne Moze
- 2017: Pa-Pa (feat. Sandi)

### Videoalben
- 2005: Karma (Traxx)